# Lista över fornlämningar i Norrtälje kommun (Husby-Sjuhundra)
Lista över fornlämningar i Norrtälje kommun (Husby-Sjuhundra) är en förteckning av ett urval av de fornlämningar som finns i Husby-Sjuhundra i Norrtälje kommun.
| Namn                                  | Lämningstyp             | Tillkomsttid | Historisk indelning      | Plats | Läge                 | ID-nr          | Bild                                      |
| ------------------------------------- | ----------------------- | ------------ | ------------------------ | ----- | -------------------- | -------------- | ----------------------------------------- |
| Husby-Sjuhundra 1:1                   | Stensättning            |              | Husby-Sjuhundra, Uppland |       | 59.768599, 18.535680 | 10003100010001 | Ladda upp en bild av detta fornminne      |
| Husby-Sjuhundra 3:1                   | Stensättning            |              | Husby-Sjuhundra, Uppland |       | 59.767374, 18.536913 | 10003100030001 | Ladda upp en bild av detta fornminne      |
| Husby-Sjuhundra 5:1                   | Gravfält                |              | Husby-Sjuhundra, Uppland |       | 59.767469, 18.540431 | 10003100050001 | Ladda upp en bild av detta fornminne      |
| Fröängsbackarna (Husby-Sjuhundra 6:1) | Gravfält                |              | Husby-Sjuhundra, Uppland |       | 59.776656, 18.543548 | 10003100060001 | Ladda upp en bild av detta fornminne      |
| Husby-Sjuhundra 7:1                   | Hög                     |              | Husby-Sjuhundra, Uppland |       | 59.768485, 18.538685 | 10003100070001 | Ladda upp en bild av detta fornminne      |
| Husby-Sjuhundra 8:1                   | Gravfält                |              | Husby-Sjuhundra, Uppland |       | 59.768159, 18.537269 | 10003100080001 | Ladda upp en bild av detta fornminne      |
| Husby-Sjuhundra 9:1                   | Hög                     |              | Husby-Sjuhundra, Uppland |       | 59.762838, 18.541424 | 10003100090001 | Ladda upp en bild av detta fornminne      |
| Husby-Sjuhundra 9:2                   | Hög                     |              | Husby-Sjuhundra, Uppland |       | 59.762818, 18.541830 | 10003100090002 | Ladda upp en bild av detta fornminne      |
| Husby-Sjuhundra 9:3                   | Hög                     |              | Husby-Sjuhundra, Uppland |       | 59.762818, 18.542243 | 10003100090003 | Ladda upp en bild av detta fornminne      |
| Husby-Sjuhundra 10:1                  | Gravfält                |              | Husby-Sjuhundra, Uppland |       | 59.766421, 18.541578 | 10003100100001 | Ladda upp en bild av detta fornminne      |
| Husby-Sjuhundra 11:1                  | Hög                     |              | Husby-Sjuhundra, Uppland |       | 59.762120, 18.541778 | 10003100110001 | Ladda upp en bild av detta fornminne      |
| Husby-Sjuhundra 11:2                  | Hög                     |              | Husby-Sjuhundra, Uppland |       | 59.762106, 18.542052 | 10003100110002 | Ladda upp en bild av detta fornminne      |
| Husby-Sjuhundra 12:1                  | Gravfält                |              | Husby-Sjuhundra, Uppland |       | 59.762199, 18.547778 | 10003100120001 | Ladda upp en bild av detta fornminne      |
| Husby-Sjuhundra 15:1                  | Stensättning            |              | Husby-Sjuhundra, Uppland |       | 59.762409, 18.557258 | 10003100150001 | Ladda upp en bild av detta fornminne      |
| Husby-Sjuhundra 17:1                  | Gravfält                |              | Husby-Sjuhundra, Uppland |       | 59.743490, 18.531815 | 10003100170001 | Ladda upp en bild av detta fornminne      |
| Husby-Sjuhundra 20:1                  | Runristning             |              | Husby-Sjuhundra, Uppland |       | 59.740331, 18.529942 | 10003100200001 | Ladda upp en till bild av detta fornminne |
| Husby-Sjuhundra 20:2                  | Runristning             |              | Husby-Sjuhundra, Uppland |       | 59.740367, 18.529987 | 10003100200002 | Ladda upp en till bild av detta fornminne |
| Husby-Sjuhundra 21:1                  | Runristning             |              | Husby-Sjuhundra, Uppland |       | 59.740061, 18.530026 | 10003100210001 | Ladda upp en till bild av detta fornminne |
| Husby-Sjuhundra 22:2                  | Runristning             |              | Husby-Sjuhundra, Uppland |       | 59.740172, 18.530145 | 10003100220002 | Ladda upp en bild av detta fornminne      |
| Husby-Sjuhundra 22:5                  | Runristning             |              | Husby-Sjuhundra, Uppland |       | 59.740172, 18.530145 | 10003100220005 | Ladda upp en bild av detta fornminne      |
| Husby-Sjuhundra 25:1                  | Runristning             |              | Husby-Sjuhundra, Uppland |       | 59.743659, 18.528166 | 10003100250001 | Ladda upp en bild av detta fornminne      |
| Husby-Sjuhundra 27:1                  | Gravfält                |              | Husby-Sjuhundra, Uppland |       | 59.752058, 18.564066 | 10003100270001 | Ladda upp en bild av detta fornminne      |
| Husby-Sjuhundra 28:1                  | Hög                     |              | Husby-Sjuhundra, Uppland |       | 59.753769, 18.566032 | 10003100280001 | Ladda upp en bild av detta fornminne      |
| Husby-Sjuhundra 29:1                  | Gravfält                |              | Husby-Sjuhundra, Uppland |       | 59.752695, 18.581468 | 10003100290001 | Ladda upp en bild av detta fornminne      |
| Husby-Sjuhundra 30:1                  | Gravfält                |              | Husby-Sjuhundra, Uppland |       | 59.752997, 18.583394 | 10003100300001 | Ladda upp en bild av detta fornminne      |
| Husby-Sjuhundra 31:1                  | Gravfält                |              | Husby-Sjuhundra, Uppland |       | 59.753224, 18.566820 | 10003100310001 | Ladda upp en bild av detta fornminne      |
| Husby-Sjuhundra 32:1                  | Hög                     |              | Husby-Sjuhundra, Uppland |       | 59.736790, 18.532093 | 10003100320001 | Ladda upp en bild av detta fornminne      |
| Husby-Sjuhundra 33:1                  | Gravfält                |              | Husby-Sjuhundra, Uppland |       | 59.734576, 18.538208 | 10003100330001 | Ladda upp en bild av detta fornminne      |
| Husby-Sjuhundra 35:1                  | Gravfält                |              | Husby-Sjuhundra, Uppland |       | 59.728383, 18.523292 | 10003100350001 | Ladda upp en bild av detta fornminne      |
| Husby-Sjuhundra 36:1                  | Gravfält                |              | Husby-Sjuhundra, Uppland |       | 59.723634, 18.519160 | 10003100360001 | Ladda upp en bild av detta fornminne      |
| Husby-Sjuhundra 41:1                  | Gravfält                |              | Husby-Sjuhundra, Uppland |       | 59.720085, 18.534213 | 10003100410001 | Ladda upp en bild av detta fornminne      |
| Husby-Sjuhundra 42:1                  | Hög                     |              | Husby-Sjuhundra, Uppland |       | 59.721403, 18.550452 | 10003100420001 | Ladda upp en bild av detta fornminne      |
| Husby-Sjuhundra 43:1                  | Gravfält                |              | Husby-Sjuhundra, Uppland |       | 59.720973, 18.546098 | 10003100430001 | Ladda upp en bild av detta fornminne      |
| Husby-Sjuhundra 44:1                  | Röse                    |              | Husby-Sjuhundra, Uppland |       | 59.762976, 18.587482 | 10003100440001 | Ladda upp en bild av detta fornminne      |
| Husby-Sjuhundra 44:2                  | Röse                    |              | Husby-Sjuhundra, Uppland |       | 59.763007, 18.587783 | 10003100440002 | Ladda upp en bild av detta fornminne      |
| Husby-Sjuhundra 44:3                  | Röse                    |              | Husby-Sjuhundra, Uppland |       | 59.762896, 18.588128 | 10003100440003 | Ladda upp en bild av detta fornminne      |
| Husby-Sjuhundra 47:2                  | Röse                    |              | Husby-Sjuhundra, Uppland |       | 59.729908, 18.574449 | 10003100470002 | Ladda upp en bild av detta fornminne      |
| Husby-Sjuhundra 48:1                  | Gravfält                |              | Husby-Sjuhundra, Uppland |       | 59.753296, 18.573854 | 10003100480001 | Ladda upp en bild av detta fornminne      |
| Husby-Sjuhundra 54:1                  | Stensättning            |              | Husby-Sjuhundra, Uppland |       | 59.724025, 18.520540 | 10003100540001 | Ladda upp en bild av detta fornminne      |
| Husby-Sjuhundra 55:1                  | Stensättning            |              | Husby-Sjuhundra, Uppland |       | 59.725324, 18.517313 | 10003100550001 | Ladda upp en bild av detta fornminne      |
| Husby-Sjuhundra 55:2                  | Stensättning            |              | Husby-Sjuhundra, Uppland |       | 59.725388, 18.517526 | 10003100550002 | Ladda upp en bild av detta fornminne      |
| Husby-Sjuhundra 56:1                  | Gravfält                |              | Husby-Sjuhundra, Uppland |       | 59.712197, 18.538288 | 10003100560001 | Ladda upp en bild av detta fornminne      |
| Husby-Sjuhundra 58:1                  | Hög                     |              | Husby-Sjuhundra, Uppland |       | 59.716367, 18.526575 | 10003100580001 | Ladda upp en bild av detta fornminne      |
| Husby-Sjuhundra 59:1                  | Gravfält                |              | Husby-Sjuhundra, Uppland |       | 59.713949, 18.525873 | 10003100590001 | Ladda upp en bild av detta fornminne      |
| Husby-Sjuhundra 60:1                  | Gravfält                |              | Husby-Sjuhundra, Uppland |       | 59.714428, 18.527205 | 10003100600001 | Ladda upp en bild av detta fornminne      |
| Husby-Sjuhundra 61:1                  | Gravfält                |              | Husby-Sjuhundra, Uppland |       | 59.714152, 18.528556 | 10003100610001 | Ladda upp en bild av detta fornminne      |
| Husby-Sjuhundra 63:1                  | Hög                     |              | Husby-Sjuhundra, Uppland |       | 59.711490, 18.531536 | 10003100630001 | Ladda upp en bild av detta fornminne      |
| Husby-Sjuhundra 65:1                  | Gravfält                |              | Husby-Sjuhundra, Uppland |       | 59.720713, 18.533528 | 10003100650001 | Ladda upp en bild av detta fornminne      |
| Husby-Sjuhundra 66:1                  | Hög                     |              | Husby-Sjuhundra, Uppland |       | 59.720631, 18.534546 | 10003100660001 | Ladda upp en bild av detta fornminne      |
| Husby-Sjuhundra 66:2                  | Stensättning            |              | Husby-Sjuhundra, Uppland |       | 59.720744, 18.534500 | 10003100660002 | Ladda upp en bild av detta fornminne      |
| Husby-Sjuhundra 67:1                  | Gravfält                |              | Husby-Sjuhundra, Uppland |       | 59.719096, 18.549110 | 10003100670001 | Ladda upp en bild av detta fornminne      |
| Husby-Sjuhundra 68:1                  | Hög                     |              | Husby-Sjuhundra, Uppland |       | 59.720407, 18.551577 | 10003100680001 | Ladda upp en bild av detta fornminne      |
| Husby-Sjuhundra 69:1                  | Gravfält                |              | Husby-Sjuhundra, Uppland |       | 59.720508, 18.551997 | 10003100690001 | Ladda upp en bild av detta fornminne      |
| Husby-Sjuhundra 70:1                  | Hög                     |              | Husby-Sjuhundra, Uppland |       | 59.723262, 18.546348 | 10003100700001 | Ladda upp en bild av detta fornminne      |
| Husby-Sjuhundra 71:1                  | Hög                     |              | Husby-Sjuhundra, Uppland |       | 59.723200, 18.545068 | 10003100710001 | Ladda upp en bild av detta fornminne      |
| Husby-Sjuhundra 71:2                  | Hög                     |              | Husby-Sjuhundra, Uppland |       | 59.723162, 18.544902 | 10003100710002 | Ladda upp en bild av detta fornminne      |
| Husby-Sjuhundra 71:3                  | Hög                     |              | Husby-Sjuhundra, Uppland |       | 59.723070, 18.545030 | 10003100710003 | Ladda upp en bild av detta fornminne      |
| Husby-Sjuhundra 72:1                  | Gravfält                |              | Husby-Sjuhundra, Uppland |       | 59.722514, 18.529039 | 10003100720001 | Ladda upp en bild av detta fornminne      |
| Husby-Sjuhundra 73:1                  | Hög                     |              | Husby-Sjuhundra, Uppland |       | 59.722373, 18.527405 | 10003100730001 | Ladda upp en bild av detta fornminne      |
| Husby-Sjuhundra 73:2                  | Stensättning            |              | Husby-Sjuhundra, Uppland |       | 59.722523, 18.527826 | 10003100730002 | Ladda upp en bild av detta fornminne      |
| Husby-Sjuhundra 73:3                  | Stensättning            |              | Husby-Sjuhundra, Uppland |       | 59.722631, 18.527615 | 10003100730003 | Ladda upp en bild av detta fornminne      |
| Husby-Sjuhundra 74:1                  | Hög                     |              | Husby-Sjuhundra, Uppland |       | 59.722285, 18.526385 | 10003100740001 | Ladda upp en bild av detta fornminne      |
| Husby-Sjuhundra 75:1                  | Hög                     |              | Husby-Sjuhundra, Uppland |       | 59.723530, 18.529558 | 10003100750001 | Ladda upp en bild av detta fornminne      |
| Husby-Sjuhundra 75:2                  | Stensättning            |              | Husby-Sjuhundra, Uppland |       | 59.723424, 18.529619 | 10003100750002 | Ladda upp en bild av detta fornminne      |
| Husby-Sjuhundra 75:3                  | Stensättning            |              | Husby-Sjuhundra, Uppland |       | 59.723419, 18.529873 | 10003100750003 | Ladda upp en bild av detta fornminne      |
| Husby-Sjuhundra 76:1                  | Stensättning            |              | Husby-Sjuhundra, Uppland |       | 59.724486, 18.529435 | 10003100760001 | Ladda upp en bild av detta fornminne      |
| Husby-Sjuhundra 77:1                  | Gravfält                |              | Husby-Sjuhundra, Uppland |       | 59.725849, 18.546456 | 10003100770001 | Ladda upp en bild av detta fornminne      |
| Husby-Sjuhundra 78:1                  | Stensättning            |              | Husby-Sjuhundra, Uppland |       | 59.727060, 18.546887 | 10003100780001 | Ladda upp en bild av detta fornminne      |
| Husby-Sjuhundra 79:1                  | Röse                    |              | Husby-Sjuhundra, Uppland |       | 59.729611, 18.550834 | 10003100790001 | Ladda upp en bild av detta fornminne      |
| Husby-Sjuhundra 79:2                  | Röse                    |              | Husby-Sjuhundra, Uppland |       | 59.729476, 18.550521 | 10003100790002 | Ladda upp en bild av detta fornminne      |
| Husby-Sjuhundra 80:1                  | Stensättning            |              | Husby-Sjuhundra, Uppland |       | 59.729000, 18.551960 | 10003100800001 | Ladda upp en bild av detta fornminne      |
| Husby-Sjuhundra 80:2                  | Hög                     |              | Husby-Sjuhundra, Uppland |       | 59.728871, 18.552151 | 10003100800002 | Ladda upp en bild av detta fornminne      |
| Husby-Sjuhundra 80:3                  | Hög                     |              | Husby-Sjuhundra, Uppland |       | 59.728816, 18.552381 | 10003100800003 | Ladda upp en bild av detta fornminne      |
| Husby-Sjuhundra 80:4                  | Stensättning            |              | Husby-Sjuhundra, Uppland |       | 59.728794, 18.552603 | 10003100800004 | Ladda upp en bild av detta fornminne      |
| Husby-Sjuhundra 81:1                  | Stensättning            |              | Husby-Sjuhundra, Uppland |       | 59.729433, 18.555028 | 10003100810001 | Ladda upp en bild av detta fornminne      |
| Husby-Sjuhundra 82:1                  | Stensättning            |              | Husby-Sjuhundra, Uppland |       | 59.728318, 18.558049 | 10003100820001 | Ladda upp en bild av detta fornminne      |
| Husby-Sjuhundra 83:1                  | Röse                    |              | Husby-Sjuhundra, Uppland |       | 59.727919, 18.542805 | 10003100830001 | Ladda upp en bild av detta fornminne      |
| Husby-Sjuhundra 83:2                  | Stensättning            |              | Husby-Sjuhundra, Uppland |       | 59.727940, 18.542639 | 10003100830002 | Ladda upp en bild av detta fornminne      |
| Husby-Sjuhundra 83:3                  | Stensättning            |              | Husby-Sjuhundra, Uppland |       | 59.727954, 18.543021 | 10003100830003 | Ladda upp en bild av detta fornminne      |
| Husby-Sjuhundra 83:4                  | Stensättning            |              | Husby-Sjuhundra, Uppland |       | 59.727988, 18.542508 | 10003100830004 | Ladda upp en bild av detta fornminne      |
| Husby-Sjuhundra 84:1                  | Stensättning            |              | Husby-Sjuhundra, Uppland |       | 59.727520, 18.516942 | 10003100840001 | Ladda upp en bild av detta fornminne      |
| Husby-Sjuhundra 84:2                  | Stensättning            |              | Husby-Sjuhundra, Uppland |       | 59.727718, 18.516909 | 10003100840002 | Ladda upp en bild av detta fornminne      |
| Husby-Sjuhundra 84:3                  | Stensättning            |              | Husby-Sjuhundra, Uppland |       | 59.727839, 18.516915 | 10003100840003 | Ladda upp en bild av detta fornminne      |
| Husby-Sjuhundra 85:1                  | Gravfält                |              | Husby-Sjuhundra, Uppland |       | 59.734208, 18.539845 | 10003100850001 | Ladda upp en bild av detta fornminne      |
| Husby-Sjuhundra 86:1                  | Gravfält                |              | Husby-Sjuhundra, Uppland |       | 59.734539, 18.545058 | 10003100860001 | Ladda upp en bild av detta fornminne      |
| Husby-Sjuhundra 87:1                  | Gravfält                |              | Husby-Sjuhundra, Uppland |       | 59.734610, 18.548310 | 10003100870001 | Ladda upp en bild av detta fornminne      |
| Husby-Sjuhundra 88:1                  | Stensättning            |              | Husby-Sjuhundra, Uppland |       | 59.734114, 18.547555 | 10003100880001 | Ladda upp en bild av detta fornminne      |
| Husby-Sjuhundra 88:2                  | Stensättning            |              | Husby-Sjuhundra, Uppland |       | 59.734091, 18.547738 | 10003100880002 | Ladda upp en bild av detta fornminne      |
| Husby-Sjuhundra 90:1                  | Hög                     |              | Husby-Sjuhundra, Uppland |       | 59.737338, 18.537522 | 10003100900001 | Ladda upp en bild av detta fornminne      |
| Husby-Sjuhundra 90:2                  | Hög                     |              | Husby-Sjuhundra, Uppland |       | 59.737155, 18.537645 | 10003100900002 | Ladda upp en bild av detta fornminne      |
| Husby-Sjuhundra 91:1                  | Röse                    |              | Husby-Sjuhundra, Uppland |       | 59.730117, 18.512022 | 10003100910001 | Ladda upp en bild av detta fornminne      |
| Husby-Sjuhundra 93:1                  | Hög                     |              | Husby-Sjuhundra, Uppland |       | 59.739078, 18.549019 | 10003100930001 | Ladda upp en bild av detta fornminne      |
| Husby-Sjuhundra 93:2                  | Stensättning            |              | Husby-Sjuhundra, Uppland |       | 59.739207, 18.548843 | 10003100930002 | Ladda upp en bild av detta fornminne      |
| Husby-Sjuhundra 94:1                  | Gravfält                |              | Husby-Sjuhundra, Uppland |       | 59.739657, 18.551537 | 10003100940001 | Ladda upp en bild av detta fornminne      |
| Husby-Sjuhundra 95:1                  | Grav- och boplatsområde |              | Husby-Sjuhundra, Uppland |       | 59.743460, 18.523644 | 10003100950001 | Ladda upp en bild av detta fornminne      |
| Husby-Sjuhundra 96:2                  | Stensättning            |              | Husby-Sjuhundra, Uppland |       | 59.749069, 18.523041 | 10003100960002 | Ladda upp en bild av detta fornminne      |
| Husby-Sjuhundra 97:1                  | Gravfält                |              | Husby-Sjuhundra, Uppland |       | 59.751330, 18.518642 | 10003100970001 | Ladda upp en bild av detta fornminne      |
| Husby-Sjuhundra 98:1                  | Gravfält                |              | Husby-Sjuhundra, Uppland |       | 59.729626, 18.579610 | 10003100980001 | Ladda upp en bild av detta fornminne      |
| Husby-Sjuhundra 99:1                  | Gravfält                |              | Husby-Sjuhundra, Uppland |       | 59.729554, 18.577549 | 10003100990001 | Ladda upp en bild av detta fornminne      |
| Husby-Sjuhundra 100:1                 | Stensättning            |              | Husby-Sjuhundra, Uppland |       | 59.730059, 18.576277 | 10003101000001 | Ladda upp en bild av detta fornminne      |
| Husby-Sjuhundra 100:2                 | Stensättning            |              | Husby-Sjuhundra, Uppland |       | 59.730174, 18.576361 | 10003101000002 | Ladda upp en bild av detta fornminne      |
| Husby-Sjuhundra 100:3                 | Stensättning            |              | Husby-Sjuhundra, Uppland |       | 59.730231, 18.576122 | 10003101000003 | Ladda upp en bild av detta fornminne      |
| Husby-Sjuhundra 100:4                 | Stensättning            |              | Husby-Sjuhundra, Uppland |       | 59.730319, 18.575983 | 10003101000004 | Ladda upp en bild av detta fornminne      |
| Husby-Sjuhundra 101:1                 | Gravfält                |              | Husby-Sjuhundra, Uppland |       | 59.752057, 18.598302 | 10003101010001 | Ladda upp en bild av detta fornminne      |
| Husby-Sjuhundra 105:1                 | Gravfält                |              | Husby-Sjuhundra, Uppland |       | 59.755975, 18.511703 | 10003101050001 | Ladda upp en bild av detta fornminne      |
| Husby-Sjuhundra 106:1                 | Gravfält                |              | Husby-Sjuhundra, Uppland |       | 59.754710, 18.509942 | 10003101060001 | Ladda upp en bild av detta fornminne      |
| Husby-Sjuhundra 107:1                 | Stensättning            |              | Husby-Sjuhundra, Uppland |       | 59.756883, 18.511148 | 10003101070001 | Ladda upp en bild av detta fornminne      |
| Husby-Sjuhundra 107:2                 | Stensättning            |              | Husby-Sjuhundra, Uppland |       | 59.756809, 18.510840 | 10003101070002 | Ladda upp en bild av detta fornminne      |
| Husby-Sjuhundra 108:1                 | Gravfält                |              | Husby-Sjuhundra, Uppland |       | 59.756580, 18.509396 | 10003101080001 | Ladda upp en bild av detta fornminne      |
| Husby-Sjuhundra 110:1                 | Röse                    |              | Husby-Sjuhundra, Uppland |       | 59.757286, 18.590573 | 10003101100001 | Ladda upp en bild av detta fornminne      |
| Husby-Sjuhundra 111:1                 | Röse                    |              | Husby-Sjuhundra, Uppland |       | 59.756204, 18.589772 | 10003101110001 | Ladda upp en bild av detta fornminne      |
| Husby-Sjuhundra 111:2                 | Röse                    |              | Husby-Sjuhundra, Uppland |       | 59.756356, 18.589806 | 10003101110002 | Ladda upp en bild av detta fornminne      |
| Husby-Sjuhundra 111:3                 | Röse                    |              | Husby-Sjuhundra, Uppland |       | 59.756476, 18.589676 | 10003101110003 | Ladda upp en bild av detta fornminne      |
| Husby-Sjuhundra 112:1                 | Röse                    |              | Husby-Sjuhundra, Uppland |       | 59.756974, 18.586285 | 10003101120001 | Ladda upp en bild av detta fornminne      |
| Husby-Sjuhundra 113:1                 | Röse                    |              | Husby-Sjuhundra, Uppland |       | 59.756295, 18.584358 | 10003101130001 | Ladda upp en bild av detta fornminne      |
| Husby-Sjuhundra 113:2                 | Röse                    |              | Husby-Sjuhundra, Uppland |       | 59.756243, 18.583799 | 10003101130002 | Ladda upp en bild av detta fornminne      |
| Husby-Sjuhundra 113:3                 | Stensättning            |              | Husby-Sjuhundra, Uppland |       | 59.756363, 18.583413 | 10003101130003 | Ladda upp en bild av detta fornminne      |
| Husby-Sjuhundra 114:1                 | Röse                    |              | Husby-Sjuhundra, Uppland |       | 59.755875, 18.583039 | 10003101140001 | Ladda upp en bild av detta fornminne      |
| Husby-Sjuhundra 115:1                 | Stensättning            |              | Husby-Sjuhundra, Uppland |       | 59.755027, 18.579456 | 10003101150001 | Ladda upp en bild av detta fornminne      |
| Husby-Sjuhundra 115:2                 | Stensättning            |              | Husby-Sjuhundra, Uppland |       | 59.754855, 18.579556 | 10003101150002 | Ladda upp en bild av detta fornminne      |
| Husby-Sjuhundra 115:3                 | Stensättning            |              | Husby-Sjuhundra, Uppland |       | 59.754790, 18.579789 | 10003101150003 | Ladda upp en bild av detta fornminne      |
| Husby-Sjuhundra 117:1                 | Stensättning            |              | Husby-Sjuhundra, Uppland |       | 59.756439, 18.585696 | 10003101170001 | Ladda upp en bild av detta fornminne      |
| Husby-Sjuhundra 118:1                 | Röse                    |              | Husby-Sjuhundra, Uppland |       | 59.755875, 18.584926 | 10003101180001 | Ladda upp en bild av detta fornminne      |
| Husby-Sjuhundra 118:2                 | Röse                    |              | Husby-Sjuhundra, Uppland |       | 59.755887, 18.585513 | 10003101180002 | Ladda upp en bild av detta fornminne      |
| Husby-Sjuhundra 118:3                 | Stensättning            |              | Husby-Sjuhundra, Uppland |       | 59.756030, 18.585541 | 10003101180003 | Ladda upp en bild av detta fornminne      |
| Husby-Sjuhundra 122:1                 | Röse                    |              | Husby-Sjuhundra, Uppland |       | 59.719017, 18.586238 | 10003101220001 | Ladda upp en bild av detta fornminne      |
| Husby-Sjuhundra 122:2                 | Stensättning            |              | Husby-Sjuhundra, Uppland |       | 59.718816, 18.586074 | 10003101220002 | Ladda upp en bild av detta fornminne      |
| Husby-Sjuhundra 125:1                 | Gravfält                |              | Husby-Sjuhundra, Uppland |       | 59.726309, 18.590055 | 10003101250001 | Ladda upp en bild av detta fornminne      |
| Husby-Sjuhundra 126:1                 | Stensättning            |              | Husby-Sjuhundra, Uppland |       | 59.728443, 18.589551 | 10003101260001 | Ladda upp en bild av detta fornminne      |
| Husby-Sjuhundra 126:2                 | Stensättning            |              | Husby-Sjuhundra, Uppland |       | 59.728495, 18.589735 | 10003101260002 | Ladda upp en bild av detta fornminne      |
| Husby-Sjuhundra 128:1                 | Fornborg                |              | Husby-Sjuhundra, Uppland |       | 59.738022, 18.590438 | 10003101280001 | Ladda upp en bild av detta fornminne      |
| Husby-Sjuhundra 130:1                 | Stensättning            |              | Husby-Sjuhundra, Uppland |       | 59.745693, 18.539141 | 10003101300001 | Ladda upp en bild av detta fornminne      |
| Husby-Sjuhundra 132:1                 | Röse                    |              | Husby-Sjuhundra, Uppland |       | 59.755385, 18.581233 | 10003101320001 | Ladda upp en bild av detta fornminne      |
| Husby-Sjuhundra 135:1                 | Stensättning            |              | Husby-Sjuhundra, Uppland |       | 59.728572, 18.510432 | 10003101350001 | Ladda upp en bild av detta fornminne      |
| Husby-Sjuhundra 136:1                 | Stensättning            |              | Husby-Sjuhundra, Uppland |       | 59.726945, 18.521286 | 10003101360001 | Ladda upp en bild av detta fornminne      |
| Husby-Sjuhundra 136:2                 | Stensättning            |              | Husby-Sjuhundra, Uppland |       | 59.726685, 18.521167 | 10003101360002 | Ladda upp en bild av detta fornminne      |
| Husby-Sjuhundra 136:3                 | Stensättning            |              | Husby-Sjuhundra, Uppland |       | 59.726654, 18.521017 | 10003101360003 | Ladda upp en bild av detta fornminne      |
| Husby-Sjuhundra 136:4                 | Stensättning            |              | Husby-Sjuhundra, Uppland |       | 59.726818, 18.520737 | 10003101360004 | Ladda upp en bild av detta fornminne      |
| Husby-Sjuhundra 142:1                 | Stensättning            |              | Husby-Sjuhundra, Uppland |       | 59.722647, 18.555657 | 10003101420001 | Ladda upp en bild av detta fornminne      |
| Husby-Sjuhundra 145:1                 | Stensättning            |              | Husby-Sjuhundra, Uppland |       | 59.714120, 18.537965 | 10003101450001 | Ladda upp en bild av detta fornminne      |
| Husby-Sjuhundra 145:2                 | Stensättning            |              | Husby-Sjuhundra, Uppland |       | 59.714017, 18.537877 | 10003101450002 | Ladda upp en bild av detta fornminne      |
| Husby-Sjuhundra 145:3                 | Stensättning            |              | Husby-Sjuhundra, Uppland |       | 59.714092, 18.537646 | 10003101450003 | Ladda upp en bild av detta fornminne      |
| Husby-Sjuhundra 150:1                 | Stensättning            |              | Husby-Sjuhundra, Uppland |       | 59.751391, 18.511103 | 10003101500001 | Ladda upp en bild av detta fornminne      |
| Husby-Sjuhundra 151:1                 | Röse                    |              | Husby-Sjuhundra, Uppland |       | 59.762823, 18.584666 | 10003101510001 | Ladda upp en bild av detta fornminne      |
| Husby-Sjuhundra 151:2                 | Röse                    |              | Husby-Sjuhundra, Uppland |       | 59.762464, 18.584587 | 10003101510002 | Ladda upp en bild av detta fornminne      |
| Husby-Sjuhundra 151:3                 | Röse                    |              | Husby-Sjuhundra, Uppland |       | 59.762012, 18.585016 | 10003101510003 | Ladda upp en bild av detta fornminne      |
| Husby-Sjuhundra 151:4                 | Röse                    |              | Husby-Sjuhundra, Uppland |       | 59.761721, 18.584992 | 10003101510004 | Ladda upp en bild av detta fornminne      |
| Husby-Sjuhundra 152:1                 | Stensättning            |              | Husby-Sjuhundra, Uppland |       | 59.760889, 18.582126 | 10003101520001 | Ladda upp en bild av detta fornminne      |
| Husby-Sjuhundra 152:2                 | Röse                    |              | Husby-Sjuhundra, Uppland |       | 59.760774, 18.582191 | 10003101520002 | Ladda upp en bild av detta fornminne      |
| Husby-Sjuhundra 152:3                 | Stensättning            |              | Husby-Sjuhundra, Uppland |       | 59.760607, 18.582121 | 10003101520003 | Ladda upp en bild av detta fornminne      |
| Husby-Sjuhundra 152:4                 | Stensättning            |              | Husby-Sjuhundra, Uppland |       | 59.760933, 18.583136 | 10003101520004 | Ladda upp en bild av detta fornminne      |
| Husby-Sjuhundra 153:1                 | Stensättning            |              | Husby-Sjuhundra, Uppland |       | 59.764796, 18.567933 | 10003101530001 | Ladda upp en bild av detta fornminne      |
| Husby-Sjuhundra 153:2                 | Röse                    |              | Husby-Sjuhundra, Uppland |       | 59.765035, 18.567490 | 10003101530002 | Ladda upp en bild av detta fornminne      |
| Husby-Sjuhundra 154:1                 | Röse                    |              | Husby-Sjuhundra, Uppland |       | 59.764290, 18.566377 | 10003101540001 | Ladda upp en bild av detta fornminne      |
| Husby-Sjuhundra 154:2                 | Röse                    |              | Husby-Sjuhundra, Uppland |       | 59.764798, 18.566262 | 10003101540002 | Ladda upp en bild av detta fornminne      |
| Husby-Sjuhundra 154:3                 | Röse                    |              | Husby-Sjuhundra, Uppland |       | 59.763887, 18.566120 | 10003101540003 | Ladda upp en bild av detta fornminne      |
| Husby-Sjuhundra 155:1                 | Hög                     |              | Husby-Sjuhundra, Uppland |       | 59.774705, 18.535156 | 10003101550001 | Ladda upp en bild av detta fornminne      |
| Husby-Sjuhundra 155:2                 | Hög                     |              | Husby-Sjuhundra, Uppland |       | 59.774644, 18.535597 | 10003101550002 | Ladda upp en bild av detta fornminne      |
| Husby-Sjuhundra 164:1                 | Gravfält                |              | Husby-Sjuhundra, Uppland |       | 59.762709, 18.560861 | 10003101640001 | Ladda upp en bild av detta fornminne      |
| Husby-Sjuhundra 165:1                 | Stensättning            |              | Husby-Sjuhundra, Uppland |       | 59.762027, 18.562940 | 10003101650001 | Ladda upp en bild av detta fornminne      |
| Husby-Sjuhundra 168:1                 | Hög                     |              | Husby-Sjuhundra, Uppland |       | 59.773515, 18.536360 | 10003101680001 | Ladda upp en bild av detta fornminne      |
| Husby-Sjuhundra 174:1                 | Gravfält                |              | Husby-Sjuhundra, Uppland |       | 59.752114, 18.573875 | 10003101740001 | Ladda upp en bild av detta fornminne      |
| Husby-Sjuhundra 177:1                 | Stensättning            |              | Husby-Sjuhundra, Uppland |       | 59.723084, 18.528785 | 10003101770001 | Ladda upp en bild av detta fornminne      |
| Husby-Sjuhundra 177:2                 | Stensättning            |              | Husby-Sjuhundra, Uppland |       | 59.723034, 18.528514 | 10003101770002 | Ladda upp en bild av detta fornminne      |
| Husby-Sjuhundra 182:1                 | Gravklot                |              | Husby-Sjuhundra, Uppland |       | 59.721447, 18.549801 | 10003101820001 | Ladda upp en bild av detta fornminne      |
| Husby-Sjuhundra 187:1                 | Stensättning            |              | Husby-Sjuhundra, Uppland |       | 59.712932, 18.539619 | 10003101870001 | Ladda upp en bild av detta fornminne      |
| Husby-Sjuhundra 191:1                 | Gravfält                |              | Husby-Sjuhundra, Uppland |       | 59.751151, 18.538234 | 10003101910001 | Ladda upp en bild av detta fornminne      |
| Husby-Sjuhundra 194:1                 | Stensättning            |              | Husby-Sjuhundra, Uppland |       | 59.761829, 18.575433 | 10003101940001 | Ladda upp en bild av detta fornminne      |
| Husby-Sjuhundra 195:1                 | Stensättning            |              | Husby-Sjuhundra, Uppland |       | 59.761038, 18.570699 | 10003101950001 | Ladda upp en bild av detta fornminne      |
| Husby-Sjuhundra 196:1                 | Stensättning            |              | Husby-Sjuhundra, Uppland |       | 59.759616, 18.569149 | 10003101960001 | Ladda upp en bild av detta fornminne      |
| Husby-Sjuhundra 197:1                 | Stensättning            |              | Husby-Sjuhundra, Uppland |       | 59.759357, 18.570919 | 10003101970001 | Ladda upp en bild av detta fornminne      |
| Husby-Sjuhundra 197:2                 | Stensättning            |              | Husby-Sjuhundra, Uppland |       | 59.759571, 18.571108 | 10003101970002 | Ladda upp en bild av detta fornminne      |
| Husby-Sjuhundra 198:1                 | Stensättning            |              | Husby-Sjuhundra, Uppland |       | 59.759109, 18.570139 | 10003101980001 | Ladda upp en bild av detta fornminne      |
| Husby-Sjuhundra 198:2                 | Stensättning            |              | Husby-Sjuhundra, Uppland |       | 59.758922, 18.569454 | 10003101980002 | Ladda upp en bild av detta fornminne      |
| Husby-Sjuhundra 198:3                 | Stensättning            |              | Husby-Sjuhundra, Uppland |       | 59.758820, 18.569310 | 10003101980003 | Ladda upp en bild av detta fornminne      |
| Husby-Sjuhundra 208                   | Runristning             |              | Husby-Sjuhundra, Uppland |       | 59.740095, 18.530223 | 12000000053862 | Ladda upp en till bild av detta fornminne |